# MotorPark Romania
Der MotorPark Romania ist die erste permanente und bis dato (Stand 2022) längste Motorsport-Rennstrecke in Rumänien.

## Geschichte
Der Kurs wurde Ende 2014 eröffnet und im darauffolgenden Jahr fertiggestellt und eingeweiht.

## Streckenbeschreibung
Die in 5 Streckenvarianten konfigurierbare Strecke ist sowohl für Autos als auch für Motorräder geeignet und bietet moderne Einrichtungen für Rennen, Tests und Fahrerschulungen.

## Veranstaltungen
- Rumänische Superbike-Meisterschaft